# (3512) Eriepa
(3512) Eriepa (1984 AC1) – planetoida z pasa głównego asteroid okrążająca Słońce w ciągu 3,37 lat w średniej odległości 2,25 j.a. Odkryta 8 stycznia 1984 roku.